# Trichomycterus guaraquessaba
 Trichomycterus guaraquessaba es una especie de peces de la familia Trichomycteridae en el orden de los Siluriformes.

## Morfología
• Los machos pueden llegar alcanzar los 9,2 cm de longitud total.

## Distribución geográfica
Se encuentra en Paraná (Brasil ).